# باشگاه ورزشی سئارا
باشگاه ورزشی سئارا (انگلیسی: Ceará Sporting Club) یک باشگاه ورزشی واقع در شهر سئارا در کشور برزیل است.

## تاریخچه
در ۲ ژوئن ۱۹۱۴، این باشگاه به عنوان باشگاه فوتبال ریو برانکو توسط لوئیز استیوس جونیور و پدرو فریره تأسیس شد. بعداً تعدادی از دوستان آنها نیز به این گروه پیوستند: ژیلبرتو گورگل، والتر باروسو، رایموندو جاستا، نیوتن رولا، بولیوار پرسل، آلویزیو مامد، اورلاندو اولسن، خوزه الیاس رومسی، ایزایاس فاکانها د آندراده، رایموندو پادیلها، رولاندو میتونتار. مورایس، آرتور دو آلبوکرکی، سینسیناتو کاستا، کارلوس کالمون و اوریکو مدیروس. به عنوان باشگاه فوتبال ریو برانکو، رنگ تیم سفید و یاسی بود. در سال ۱۹۱۵، در اولین تولد آنها، باشگاه نام خود را به باشگاه ورزشی سئارا تغییر داد.

## افتخارات
قهرمانی سئارنسه (۴۷): 1915, 1916, 1917, 1918, 1919, 1922, 1925, 1931, 1932, 1939, 1941, 1942, 1948, 1951, 1957, 1958, 1961, 1962, 1963, 1971, 1972, 1975, 1976, 1977, 1978, 1980, 1981, 1984, 1986, 1989, 1990, 1992, 1993, 1996, 1997, 1998, 1999, 2002, 2006, 2011, 2012, 2013, 2014, 2017, 2018, 2024, 2025
جام شمال شرقی (۳): ۲۰۱۵، ۲۰۲۰، ۲۰۲۳
تورنمنت شمال-شمال شرقی (۱): ۱۹۶۹